# Mark Driscoll
Mark A. Driscoll (11 de outubro de 1970) é um pastor e autor norte-americano. Foi pastor e co-fundador da igreja Mars Hill Church em Seattle, Washington, co-fundou a Rede Atos 29. Ele ajudou a iniciar The Ressurgence, um repositório de recursos teológicos do Novo Calvinismo. Conhecido por usar linguagem sexualmente explícita em sermões e livros, bem como sua personalidade autoritária, foi centro de escândalos que levou à extinção de sua igreja Mars Hill Church em 2014.

## Primeiros anos de vida
Driscoll nasceu em Grand Forks, Dakota do Norte. Foi graduado em 1989 pela Highline High School em Burien, Washington, onde serviu como presidente do corpo estudantil e redator do jornal da escola. Conseguiu o título de bacharel em Comunicação pela Universidade do Estado de Washington com especialização em filosofia e possui um Mestrado em Artes em teologia exegética do Western Seminary.

## A Ressurgência
Driscoll fundou A Ressurgência, uma cooperativa teológica que incluia Mike Anderson (diretor) e Tim Smith. Seus parceiros incluem a Rede Atos 29 e a antiga igreja Mars Hill Church e também está associado com o Desiring God (um ministério de John Piper), The Gospel Coalition (que inclui Tim Keller e D.A. Carson), Crossway Books e The Hub.

## Escândalos
EM 2014 veio a público vários escândalos finaceiros, éticos e de abusos na Mars Hill Church. Vários presbíteros, membros e pastores denunciaram plágios, desvios financeiros, perseguição, masculinidade tóxica na Mars Hill Church sob a regência de Driscoll. Em agosto de 2014 Rede Atos 29 expulsou Driscoll e a Mars Hill Church de seu rol de filiados. Em pouco tempo, a Mars Hill Church foi extinta e Driscoll mudou-se para o Arizona onde iniciou outra igreja. 